# GOLDEN☆BEST Whiteberry
『GOLDEN★BEST Whiteberry』（ゴールデン・ベスト ホワイトベリー）は、Whiteberryのベスト・アルバム。2008年8月27日、ソニー・ミュージックダイレクトから発売された。

## 内容
バンド解散から4年が経ち、当時のヒット曲「夏祭り」の着うたフルのダウンロード絶好調を受けてリリースされた、初のコンプリート・シングル・コレクション。
解散時のベスト・アルバム『KISEKI 〜the best of Whiteberry〜』に収録されなかったシングル曲が全て収録されており、さらにシングルのカップリング曲やアルバム収録曲の中で、タイアップ曲や人気曲が収録される。

## 収録曲
1. 通学路
  - 作詞:Whiteberry 作曲:恩田快人 編曲:坂井紀雄・恩田快人
2. YUKI
  - 作詞:Whiteberry 作曲:恩田快人 編曲:坂井紀雄・恩田快人
3. 空の飛び方〜☁／☀〜
  - 作詞:前田由紀 作曲・編曲:坂井紀雄
4. Whiteberryの小さな大冒険
  - 作詞:川村恵里加・長谷川ゆかり 作曲:恩田快人
  - 編曲:坂井紀雄・恩田快人
5. 夏祭り
  - 作詞・作曲:破矢ジンタ 編曲:坂井紀雄
6. 太陽をぶっとばせ!!
  - 作詞:Whiteberry 作曲:水沢里美 編曲:坂井紀雄
7. 願い星
  - 作詞:Whiteberry 作曲・編曲:坂井紀雄
8. あくび
  - 作詞:前田由紀 作曲:坂井紀雄 編曲:伊藤銀次
9. 桜並木道
  - 作詞・作曲:Whiteberry 編曲:伊藤銀次&Whiteberry
10. 携帯中毒
  - 作詞:前田由紀 作曲:山本勲 編曲:伊藤銀次
11. かくれんぼ
  - 作詞:川村恵里加 作曲・編曲:たなかひろかず
12. 立入禁止
  - 作詞・作曲:Whiteberry 編曲:坂井紀雄&Whiteberry
13. それだけなんだけど
  - 作詞:前田由紀 作曲・編曲:坂井紀雄
14. 正直者
  - 作詞:前田由紀 作曲・編曲:たなかひろかず
15. 炭酸水
  - 作詞:Whiteberry 作曲:馬場一嘉 編曲:坂井紀雄
16. 自転車泥棒
  - 作詞・作曲:手島いさむ 編曲:馬場一嘉
17. BE HAPPY
  - 作詞:JILL 作曲:渡邉貢 編曲:馬場一嘉
18. 生まれ変わってもアタシでいたい
  - 作詞:川村恵里加 作曲・編曲:馬場一嘉
19. 声がなくなるまで
  - 作詞:宮田和弥 作曲:森純太 編曲:馬場一嘉
20. 信じる力
  - 作詞:Whiteberry & UCO 作曲:Funta 編曲:鈴木Daichi秀行